# William J. Butler
William J. Butler (geboren 1860 in Dublin, Irland; gestorben am 27. Januar 1927 in New York, New York) war ein US-amerikanischer Schauspieler der Stummfilmzeit. Er spielte zwischen 1908 und 1917 in mehr als 250 Filmen.

## Werdegang
Über William J. Butlers Leben vor dem Film ist wenig bekannt. Er soll Erfahrung aus dem Vaudeville und von der Theaterbühne mitgebracht haben, als er 1908 zur American Mutoscope and Biograph Company kam. Dort spielte er überwiegend kleine Rollen und schrieb 1910 einmalig ein Drehbuch, für den Kurzfilm A Salutary Lesson. Als ein Darsteller von Nebenrollen genoss er nie große öffentliche Aufmerksamkeit und geriet nach dem Ende seiner Schauspieler-Karriere schnell in Vergessenheit.
Im Dezember 1915 verließ Butler die Biograph Company und ging zu Gaumont Pictures. Er drehte aber nur noch wenige Filme für verschiedene Produktionsgesellschaften. Im August 1925 zog er mit seiner Ehefrau in das Actors’ Fund Home in Staten Island, New York City. William J. Butler starb am 27. Januar 1927 im Staten Island Hospital im Alter von 66 oder 67 Jahren. Sein Sohn Lawrence „Larry“ W. Butler, 1908 kurz vor Butlers Umzug nach New York in Akron, Ohio geboren, war seit den 1930er Jahren Filmtechniker und wurde mit zwei Oscars ausgezeichnet. Er gilt als Erfinder der Bluescreen-Technik. Mehrere Enkel und Urenkel Butlers sind oder waren Kameraleute.

## Filmografie (Auswahl)
- 1908: The Taming of the Shrew
- 1909: Der Weizenkönig (A Corner in Wheat)
- 1909: The Hessian Renegades
- 1909: A Trap for Santa Claus
- 1910: A Child of the Ghetto
- 1910: Wilful Peggy
- 1910: A Salutary Lesson (Drehbuch)
- 1910: In the Border States
- 1910: The House with Closed Shutters
- 1910: A Child’s Stratagem
- 1911: The Last Drop of Water
- 1911: Fighting Blood
- 1911: Her Awakening
- 1911: Swords and Hearts
- 1911: The Battle
- 1912: Iola’s Promise
- 1914: Judith von Bethulien (Judith of Bethulia)
- 1915: Colomba
- 1916: Susie Snowflake
- 1917: The Girl Who Didn’t Think